# Sundaöarna

Sundaöarna är en större ögrupp i Sydostasien som sträcker sig mellan Malackahalvön och Nya Guinea.
I Stora Sundaöarna ingår de största öarna, Sumatra, Bangka, Billiton, Java, Borneo och Sulawesi (Celebes) med deras tillhörande kustöar. 
Små Sundaöarna är den kedja av mindre öar som sträcker sig österut från Java, varav de största är Bali,  Lombok, Sumbawa, Flores, Sumba och Timor.
Havsområdena mellan de stora öarna är ibland 600 km breda. Till dessa räknas Javasjön, Celebessjön, Floressjön och Bandasjön i öst som gräns mot Moluckerna.